# Font de Sant Isidre (Solsona)
La Font de Sant Isidre és una font pública gòtica de Solsona protegida com a Bé Cultural d'Interès Local.

## Descripció
Font gòtica de pedra del segle xv que antigament subministrava aigua al castell. És de forma rectangular amb dos caps de lleó com a sortidors. A la part superior hi ha una roseta de ventilació. A la dreta, hi té un abeurador.
Està situada a la plaça de Sant Isidre, davant de l'escola de les monges.